# Valentina Olekszandrivna Csepiha
Valentina Olekszandrivna Csepiha (ukránul: Валентина Олександрівна Чепіга; Harkov, 1962. április 27. –) ukrán testépítőnő, az egyetlen ukrán Ms. Olympia.

## Élete és pályafutása
1987-ben végzett a Harkovi Állami Építőipari és Építészeti Egyetemen, munka mellett tanult, 13 évet dolgozott technikusként majd mérnökként egy hűtőszekrényeket tervező állami szervezetnél. 1988-ban kezdett súlyzós edzésekre járni, edzője javaslatára kezdte el a testépítést. 1991-ben (az utolsó) szovjet bajnoknő lett, 1997-ben megnyerte az amatőr Európa- és világbajnokságot, utóbbival profi kártyát szerzett. 1998-ban és 1999-ben 12. lett a Ms. Olympián, majd 2000-ben elnyerte a nehézsúlyú címet ugyanitt. Ez volt az első alkalom, hogy nem hirdettek összetett győztest, így Csepiha a könnyűsúlyú bajnokkal, Andrulla Blanchette-tel osztozott a címen. 1999 óta az Egyesült Államokban él.
Csepiha a Testépítők Nemzetközi Szövetségének (IFBB) ranglistáján 2000 októbere és 2001 októbere között az első helyen állt.

## Kiemelkedő eredményei
- 1997: Amatőr Európa-bajnokság, 1.
- 1997: Amatőr világbajnokság, 1.
- 2000: IFBB Ms. Olympia, 1. (nehézsúly)
- 2001: IFBB Ms. Olympia, 4. (nehézsúly)
- 2002: Ms. International, 1. (könnyűsúly)
- 2002: IFBB Ms. Olympia, 2. (könnyűsúly)